# Methodenanarchismus
Unter der Bezeichnung Methodenanarchismus vertritt Paul Feyerabend in der Erkenntnistheorie die Auffassung, dass es keine universellen einfachen Regeln und Methoden gibt, die für alle Wissensbereiche gleichermaßen gültig sind und Rationalität garantieren können. Er beschreibt Wissenschaft deswegen als pluralistisch sowie anarchistisch. Ihr wird in den einzelnen Wissensgebieten keine generelle Law-and-Order-Methodologie von außen aufgezwungen. Vielmehr bestimmt sie die jeweils akzeptierten Methoden in ihren Bereichen frei und autonom selbst, um wahre und sinnvolle Ergebnisse zu erzielen.
Neben dem Konzept der Inkommensurabilität begründet Feyerabend seine Auffassung mit detaillierten historischen Fallstudien, speziell zu Galileo Galilei. Wissenschaftlicher Fortschritt sei nur deswegen möglich gewesen, weil Wissenschaftler wiederholt gegen die jeweiligen propagierten methodischen Regeln ihrer Zeit verstoßen haben.
Befürchtungen, dass dieser Anarchismus zu einem Chaos führen könnte, entgegnet er, dass das menschliche Nervensystem zu gut organisiert sei, um dies zuzulassen. Dies garantiere, dass sogar in unterbestimmten und doppeldeutigen Situationen eine einheitliche Aktion schnell erreicht werde. Dieser Anarchismus lasse es durchaus auch zu, dass es Zeiten geben könne, in denen der Ratio ein temporärer Vorteil eingeräumt werden müsse und in denen es angebracht sei, deren Regeln gegen alles andere zu verteidigen.

## Kritik
Was Feyerabend nach David Miller übersieht, ist, dass das Ziel von Methoden gar nicht die Begründung einer Wahl von Theorien oder Methoden ist. Feyerabend liegt demnach insofern richtig, als die Wahl einer Methode nicht begründet werden kann, er liegt aber falsch in der Annahme, dass sie daher alle gleichrangig sein müssen. Denn die Wahl einer Methode hat objektive Konsequenzen und kann die Probleme, die sie nach den eigenen Maßstäben lösen soll, rein gemäß diesen Maßstäben besser oder schlechter lösen. Die Methode von Versuch und Irrtum, die nichts zu begründen versucht, funktioniert daher ebenso bei der Methodenauswahl und ist dabei durchaus auch auf sich selbst anwendbar. Performative Widersprüche treten nicht auf, weil Ziel nicht Selbstbegründung ist, sondern Selbstkritik.
Tatsächlich vertritt Feyerabend gemäß Miller selbst eine ähnliche Position, geht aber so weit, auch Methoden zulassen zu wollen, die sich gegen die Logik stellen und somit nur schwer zu kritisieren und auszusortieren sind, wenn sie fehlschlagen. In diesem Punkt unterscheidet sich Feyerabends Methodenanarchismus vom kritischen Methodenpluralismus des Kritischen Rationalismus; Miller ist der Ansicht, dass Feyerabend kein wirkliches Argument gegen die Logik hat und frei nach seinen eigenen Worten ein Dieb ist, der die Logik stiehlt, um dann den Bestohlenen dafür zu kritisieren, dass er sie nicht mehr besitzt.